# Harald Undahl
Harald Undahl (25 dicembre 1953) è un ex calciatore norvegese, di ruolo centrocampista.

## Carriera
Undahl ha vestito la maglia dell'Haugar. Ha fatto parte della squadra che ha raggiunto la finale del Norgesmesterskapet 1979, per poi arrendersi al Viking col punteggio di 2-1.
In virtù di questo risultato, l'Haugar ha partecipato alla Coppa delle Coppe 1980-1981, per via della contemporanea vittoria del campionato 1979 da parte del Viking. Undahl ha giocato la prima partita in questa manifestazione in data 16 settembre 1980, subentrando ad Olav Heimdal nel pareggio per 1-1 maturato sul campo del Sion.
Sempre nel 1980, l'Haugar ha centrato la promozione in 1. divisjon, massima divisione del campionato. Nel corso della sua militanza in squadra, ha totalizzato 349 presenze con questa maglia.